# Lecaniodiscus cupanioides
Lecaniodiscus cupanioides là một loài thực vật có hoa trong họ Bồ hòn. Loài này được Planch. ex Benth. mô tả khoa học đầu tiên năm 1849.